# Everybody in the Place
Everybody in the Place ist die zweite offizielle Singleveröffentlichung der englischen Big-Beat-Band The Prodigy. Die Single wurde am 30. Dezember 1991 über das Label XL Recordings in Großbritannien veröffentlicht und erreichte Platz zwei der britischen Singlecharts. Sie wurde damals nur von der Wiederveröffentlichung des Songs Bohemian Rhapsody der Band Queen nach dem Tode von Freddie Mercury auf Platz eins übertroffen.
Die Single enthält den „Fairground Remix“ des Songs. Auf dem Album Experience, aus dem die Single ausgekoppelt wurde, ist die „155 and Rising“-Version zu hören. Der Original-Mix von Everybody in the Place findet sich exklusiv auf der EP What Evil Lurks. Eine weitere „Dance Hall Version“ wurde sechs Monate später, am 18. Juni 1992, auf CD zusammen mit der ersten Single Charly vom Label Elektra Records in den Vereinigten Staaten veröffentlicht.
Die ursprüngliche CD-Single wurde mit fünf Titeln veröffentlicht, was gegen die britischen Chartregeln verstieß. Um den Chartvorschriften zu entsprechen, wurde die CD nach zwei Wochen vom Markt genommen und ohne den Song Rip Up the Sound System neu aufgelegt. Der Song Rip Up the Sound System blieb aber weiterhin auf der 12"-Vinyl erhältlich. Im Jahr 1992 brachte das Label XL Recordings unter der Katalognummer INT 825.932 in Deutschland eine Version mit den fünf Titeln der Originalfassung heraus.
Das Cover der CD-Single zeigt ein Foto der inzwischen abgebauten Corkscrew-Achterbahn in Alton Towers.

## Titelliste
| Nr.          | Titel                                     | Länge |
| ------------ | ----------------------------------------- | ----- |
| 1.           | Everybody in the Place (Fairground Edit)  | 03:55 |
| 2.           | G-Force (Energy Flow)                     | 05:18 |
| 3.           | Crazy Man                                 | 04:01 |
| 4.           | Rip Up the Sound System                   | 04:04 |
| 5.           | Everybody in the Place (Fairground Remix) | 05:08 |
| Gesamtlänge: | Gesamtlänge:                              | 22:42 |

| Nr.          | Titel                                     | Länge |
| ------------ | ----------------------------------------- | ----- |
| 1.           | Everybody in the Place (Fairground Remix) | 05:08 |
| 2.           | Crazy Man                                 | 04:01 |
| 3.           | G-Force (Energy Flow)                     | 05:18 |
| 4.           | Rip Up the Sound System                   | 04:04 |
| Gesamtlänge: | Gesamtlänge:                              | 18:31 |

| Nr.          | Titel                                     | Länge |
| ------------ | ----------------------------------------- | ----- |
| 1.           | Everybody in the Place (Fairground Edit)  | 03:55 |
| 2.           | G-Force (Energy Flow)                     | 05:18 |
| 3.           | Crazy Man                                 | 04:01 |
| 4.           | Everybody in the Place (Fairground Remix) | 05:08 |
| Gesamtlänge: | Gesamtlänge:                              | 18:33 |

| Nr.          | Titel                                       | Länge |
| ------------ | ------------------------------------------- | ----- |
| 1.           | Charly (Beltram Says Mix)                   | 05:27 |
| 2.           | Charly (Alley Cat Mix)                      | 05:27 |
| 3.           | Everybody in the Place (Dance Hall Version) | 05:33 |
| 4.           | Everybody in the Place (Fairground Mix)     | 05:08 |
| 5.           | Your Love (The Original Excursion)          | 06:00 |
| 6.           | G-Force (Part 1)                            | 05:18 |
| Gesamtlänge: | Gesamtlänge:                                | 33:06 |